# 宋公稽
宋公稽（そうこうけい）は、西周の諸侯である宋の君主。姓は子、名は稽。微仲衍の子。微仲衍の後をうけて宋国の君主となった。